# سكوت بانكس
سكوت بانكس (بالإنجليزية: Scott Banks)‏ هو لاعب كرة قدم بريطاني في مركز الوسط، ولد في 2001. لعب مع دندي يونايتد.